# RV Aegaeo
Le RV Aegaeo (RV, en anglais : Research Vessel) est un navire de recherche polyvalent grec exploité par le Centre hellénique de recherche marine (HCMR) qui possède aussi le FR Philia. Ses zones d'opération sont essentiellement la mer Méditerranée, la mer Rouge et la mer Noire.

## Historique
C'est un navire de recherche polyvalent qui effectue une grande variété d'opérations de levés scientifiques en mer et en haute mer. Le navire est adapté pour accueillir une variété de véhicules télécommandés comme le ROV SUPER ACHILLE et le submersible THETIS de la COMEX. Il peut effectuer des relevés hydrographiques, océanographiques, sismiques et benthiques. Il n'est pas équipé de chaluts pour des échantillonnages halieutiques.
En septembre-octobre 2011, il a participé à une mission commandée par l'Université des sciences et technologies du roi Abdallah (Centre de la mer Rouge et Centre de recherche marine et océanique), Royaume d'Arabie saoudite, en coopération avec l'Institut océanographique de Woods Hole, aux États-Unis, dans le cadre du programme d'exploration de la mer Rouge.

## Galerie

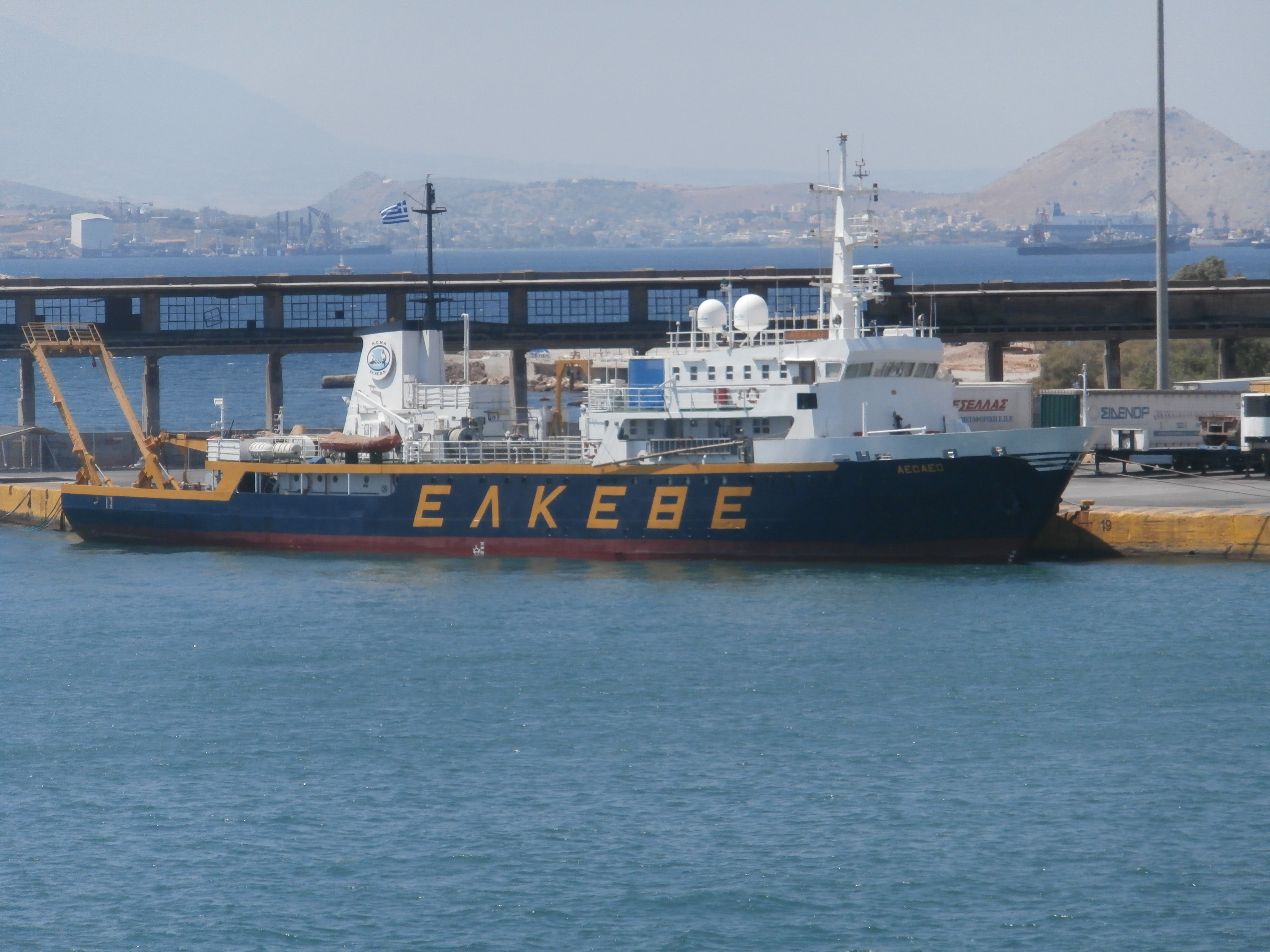
RV Aegaeo
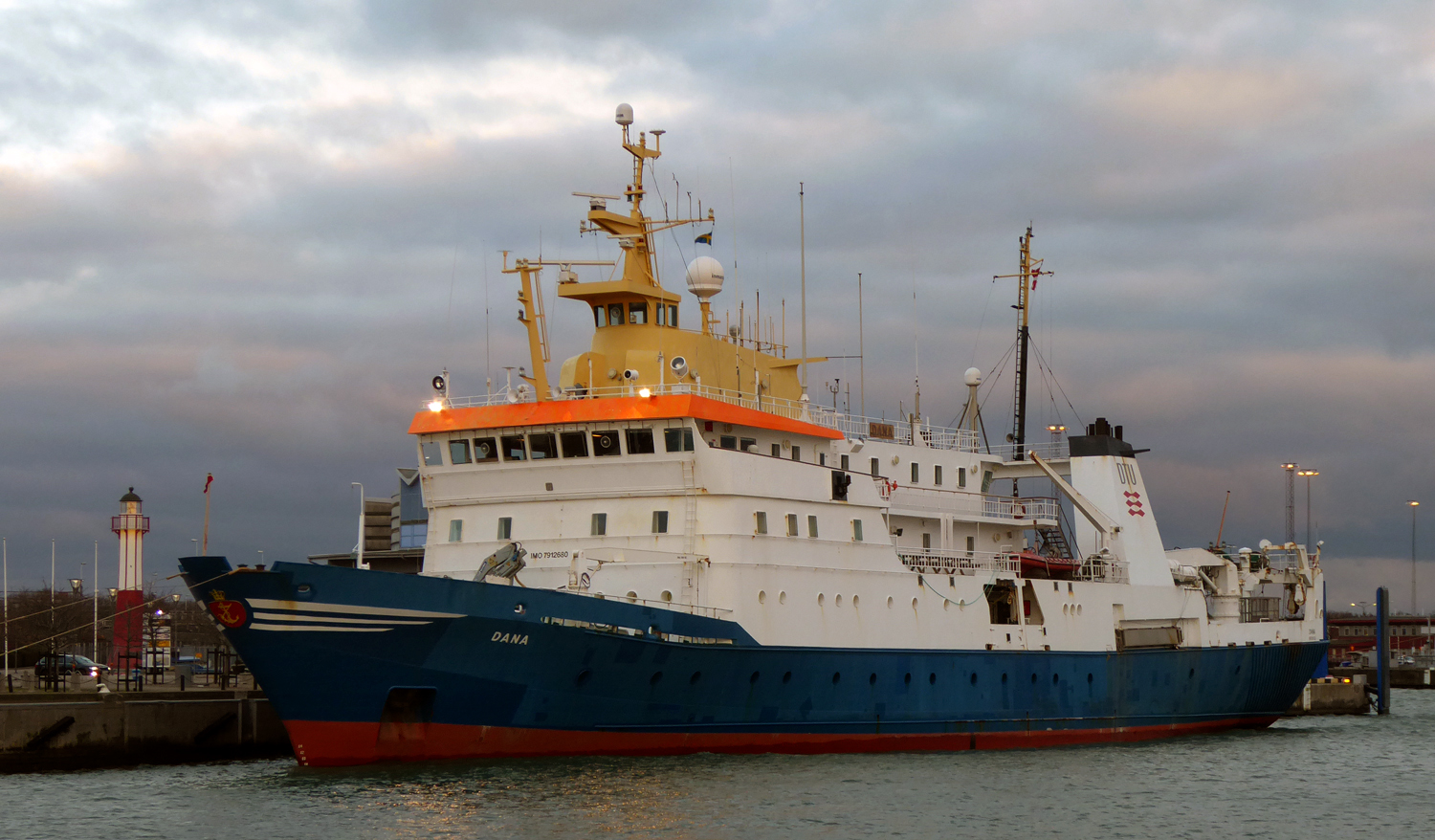
RV Dana

### Note et référence
1. ↑  Hellenic Centre for Marine Research (HCMR)
2. ↑  ROV SUPER ACHILLE - Site Arena Sub
3. ↑  Submersible THETIS - Site HCMR
4. ↑  RV Aegaeo - mission 2011